# Rambouillet
Rambouillet é uma comuna francesa na região administrativa da Ilha de França, no departamento de Yvelines. A comuna possui 25 755 habitantes segundo o censo de 2014.

## Cultura local e patrimônio
- O Castelo de Rambouillet